# Carlos Fernando García Retuerta
Carlos García Retuerta es un historiador español nacido en Madrid en 1956. 
En su época universitaria fue corresponsal del diario «Mundo obrero». Durante los años noventa fue director y presentador del programa radiofónico «A vista de sábado», en la emisora «Onda Madrid», que llegó a obtener una audiencia de 180.000 personas. Después trabajó en Telemadrid hasta que encaminó su carrera a otros ámbitos de la comunicación. 
Ha publicado una serie de libros de historia para niños de notable éxito bajo el título de «Roger Ax» (editada por Alfaguara). La serie, en un tono de humor refinado pero a la vez pedagógico, narra las aventuras de un extraterrestre del planeta Q-3, cuyos habitantes tienen una esperanza de vida de varios milenios. El protagonista realiza un viaje de estudios a la tierra, durante lo que para él es un cortísimo período de 6.000 años. Durante este tiempo viaja de aquí para allá siendo testigo de primera mano de los acontecimientos más importantes de la historia de la humanidad.
En 2009 se publicó «33 españoles y el Rey», un libro periodístico en que García Retuerta realiza una aproximación a la figura de Juan Carlos I a partir de entrevistas a diversos políticos españoles de gran importancia desde la transición hasta la actualidad. 
Ha escrito guiones para series televisivas como «Manolito Gafotas», dirigida por Antonio Mercero.
- Datos: Q5640639